# هاري كوما
هاري كوما (بالإنجليزيَّة: Harry Kuma) هو سياسي من جزر سليمان وعضو في البرلمان من منطقة تشويسيول. شغل كوما منصب وزير المالية والخزانة منذ سنة 2019، كما أنه الوزير المسؤول عن هيئة موانئ جزر سليمان.